# John Taylor (Pirat)
John Taylor (* vor 1690 in England, † nach 1723) war ein Pirat, der im frühen 18. Jahrhundert lebte.

## Leben
Taylor war der Steuermann von Captain Edward England (1685–1720) und wegen seiner gewalttätigen Gesinnung bei seiner Mannschaft beliebt.
1719 kaperte England eine 30-Kanonen-Sloop vor Afrika. Taylor erhielt das Kommando über das Schiff, welchem er den Namen Victory gab. Zusammen kaperten sie dann das Schiff Cassandra. Da England den Captain der gekaperten Sloop verschonte, wurde er bei Mauritius von Taylor abgesetzt und Taylor übernahm das Kommando auf dessen Schiff. Danach kaperte Taylor im Indischen Ozean mehrere kleine arabische wie auch europäische Schiffe. Während dieser Zeit floh er einmal vor einem britischen Marinegeschwader, von dem er ursprünglich glaubte, dass es sich um die Flotte des Piraten Kanhoji Angre (1669–1729) handle. Danach segelte Taylor mit seinen Schiffen zum holländischen Hafen Kochi, um seinen Proviant zu erneuern. Dort angekommen war er aber gezwungen, hohe Bestechungsgelder zu zahlen. Taylor ließ seine Schiffe auf Mauritius und Sainte Marie kielholen. Zu jenem Zeitpunkt stieß Olivier Levasseur (1680/1690–1730) zu ihm, der das Kommando über die Victory übernahm.
Sie steuerten 1721 Réunion vor der Küste von Madagaskar an, wo sie den wertvollsten Schatz in der Piratengeschichte erbeuteten – unterschiedlich beschrieben als Nostra Senora della Cabo, Nostra Senhora do Cabo oder Nossa Senhora do Cabo (englisch Our Lady of the Cape). Das gekaperte portugiesische Schiff transportierte Gold, Rohdiamanten und kirchliche Insignien an den scheidenden Vizekönig von Goa. Als Folge eines Sturms war es entmastet worden, was es zu einer leichten Beute machte. Levasseur und Taylor machten sich nach der Kaperung mit dem Schatz – damals mehr als eine Million Pfund Sterling – in Richtung Madagaskar davon. Dort angekommen, wurde die Beute unter der Mannschaft aufgeteilt. Die verbrannte Victory wurde durch die Karacke Nostra Senhora de Cabo ersetzt und diese in Victory umbenannt.
1722 trennten sich Taylor und Levasseur nach einem schweren Streit. Taylor nahm die Cassandra und setzte seine Segel in Richtung der Karibik und steuerte schließlich Panama an, wo er im Mai 1723 ankam. Der Gouverneur von Portobelo begnadigte ihn und seine Mannschaft im Austausch für sein Schiff. Was danach mit Captain Taylor geschah, ist unsicher. Einem Bericht zufolge wurde er Offizier in der Armada de Barlovento. Nach einem anderen wurde er Captain in der Küstenwache von Panama.